# Ligne de tramway 21 (SNCV Groupe de la Côte)
La ligne 21 Adinkerque - La Panne est une ancienne ligne de tramway vicinal de la Société nationale des chemins de fer vicinaux (SNCV) qui reliait Adinkerque à La Panne entre 1901 et 1955. C'était à l'origine une ligne privée qui a été rachetée par la SNCV en 1931.

## Histoire

### Sous la société du Tramway de La Panne
24 juin 1901 : attribution d'une concession pour un tramway hippomobile entre la gare d'Adinkerque et la plage de La Panne à Mr Georges Hobé architecte à Bruxelles. La société anonyme du Tramway de La Panne se substitue ensuite à ce dernier. 
14 juillet 1901 : mise en service en traction hippomobile entre la gare d'Adinkerque et La Panne Digue par la société du Tramway de La Panne,. Écartement étroit de 600 mm ; le terminus de la gare d'Adinkerque est au sud des voies devant le bâtiment voyageur, le tram franchit les voies de la ligne 73 à niveau sur la De Pannelaan. 
1920 : passage à la traction vapeur au moyen de locomotives. 
1923 : mise en service du dépôt sur la Nieuwpoortlaan au n°14. 
Date inconnue, probablement 1923 : suppression des voies au sud de la gare d'Adinkerke et report au nord des voies du chemin de fer devant le bâtiment voyageur,. 
1928 : passage à la traction diesel au moyen de locomotives.

### Sous la SNCV
février 1931 : dissolution de la société du Tramway de La Panne et achat par la Société nationale des chemins de fer vicinaux (SNCV) ; reconstruction de la ligne à l'écartement métrique et électrification, en partie à double entre La Panne Église et la Grand-Place, création d'une boucle de retournement au terminus de La Panne Digue depuis la Zeelaan par la Sloepenlaan (nouvelle section) et la Nieuwpoortlaan (ligne 2 Ostende - La Panne) puis retour sur la Zeelaan. L'infrastructure de la ligne est intégrée dans un nouveau capital, le capital 201 « De Panne - Adinkerke ».
26 juin 1932 :  mise en service en traction électrique sous l'indice 13 entre la gare d'Adinkerque et La Panne Digue,.
26 juin 1932 : suppression, remplacement par une ligne d'autobus sous le même indice.

## Infrastructure

### Dépôts et stations
Nom : (gare) : quand le dépôt ou la station est accolé ou proche d'une gare.
Type : D : dépôt , S : station , Sf : si la station sert de gare douanière à la frontière , Sp : si la station est établie dans un bâtiment privé le plus souvent un café ou plus rarement une habitation privée.
| Illustration | Nom                         | Type | Commune    | Localisation                | État                              | Remarques                                        |
| --- | --------------------------- | ---- | ---------- | --------------------------- | --------------------------------- | ------------------------------------------------ |
| | Adinkerque                  | D    | Adinkerque | 51° 04′ 37″ N, 2° 36′ 07″ E | Détruit.                          | Dépôt hippomobile d'origine.                     |
| La voie d'accès est visible sur la droite le long du trottoir suivie d'une courbe pour entrer dans le bâtiment du dépôt (également sur la droite au n°14). | La Panne Nieuwpoortlaan, 14 | D    | La Panne   | 51° 04′ 37″ N, 2° 36′ 07″ E | Hors service.                     | Second dépôt de la ligne mis en service en 1923. |
| | La Panne                    | D    | La Panne   | 51° 05′ 45″ N, 2° 35′ 04″ E | Hors service, utilisé par le TTO. |                                                  |

## Matériel roulant

### Sous la société du Tramway de La Panne

#### Locomotives diesel
| Illustration | Modèle / type                                                                                                  | Nombre | En service | Hors service | Remarques |
| ------------ | --- | ------ | ---------- | ------------ | --------- |
|              | Voitures transformées en locomotives diesel. Au moins deux modèles de longueurs différentes ont été utilisés,. | ?      | 1928       | 1931         |           |
|              | Voitures transformées en locomotives diesel. Au moins deux modèles de longueurs différentes ont été utilisés,. | ?      | 1928       | 1931         |           |

#### Locomotives à vapeur
| Illustration | Modèle / type | Nombre | En service | Hors service | Remarques |
| ------------ | ------------- | ------ | ---------- | ------------ | --------- |
|              | ?             | 2      | 1920       | 1928         |           |

#### Voitures
| Illustration | Modèle / type | Nombre | En service | Hors service | Remarques |
| ------------ | ------------- | ------ | ---------- | ------------ | --------- |
|              | ?             | 6      | 1920       | 1931         |           |

### Sous la SNCV

#### Automotrices électriques
Type OB : séries 9228-9251, 9470-9477.

## Exploitation

### Horaires
Tableaux : 348 (1933), n° de tableau partagé par les lignes 7 Furnes - Coxyde, 9 Furnes - Ostdunkerque, 21 Adinkerque - La Panne et 348 Ostende - Furnes.